# 望月理沙
望月理沙（日语：／ Mochizuki Risa，1993年7月15日—），日本AV女優。所屬事務所是LIGHT（舊 RIGHT）。

## 簡歷
2014年4月進入SOD（與市川雅美同期）。
在2018年3月9日舉辦的SODアワード2018中宣布於4月演出AV。以員工身分演出4部。
2018年6月18日在官方Twitter上宣布於7月31日離開SOD，之後繼續以AV女優的身分活動。
2018年11月以AV女優出道。
2021年2月5日宣布因為個人原因而停止活動。

## 人物
出身於東京都。
興趣是力量訓練、看電影和料理，擅長跳草裙舞。

## 雜誌
- 月刊DMM 2018年6月號（ジーオーティー） - 採訪

## 外部連結
- 望月理沙的X（前Twitter）（2018年2月26日 ‐ ）
- 望月理沙的Instagram帳戶[]